# Ulrica von Düben
Contessa Ulrica Eleonora von Düben (19 agosto 1769 – Strängnäs, 9 febbraio 1847) è stata una nobildonna svedese.

## Biografia
Era la figlia del conte Carl Wilhelm von Düben, e di sua moglie, Ulrica von Düben.
Prima del suo matrimonio, ha servito come dama d'onore per la duchessa Carlotta. Nel 1794, sposò il barone Claes Rålamb. Come era di consuetudine nella nobiltà svedese, nel momento in cui una donna sposava un uomo con un titolo inferiore al suo, prendeva il cognome del marito ma manteneva il proprio titolo. La coppia ebbe un figlio e due figlie, una delle quali era Clara Bonde.
Ulrica era descritta come una bellezza intelligente, interessata alla politica e divenne un membro di spicco dell'alta società di Stoccolma dopo il matrimonio. Conosciuta per il suo interesse per gli affari di stato, è stata più volte sospettata di essere coinvolta in varie trame e intrighi. Nel 1795, la duchessa Carlotta la menzionò nel suo famoso diario come agente per l'Impero russo. Secondo le voci, Ulrica era l'amante del conte Carl Mörner, che aveva una posizione centrale presso la corte reale e ben informato dei segreti di Stato classificati. Parallelamente, era anche in stretto contatto con François-Emmanuel Guignard de Saint-Priest, che era noto per essere un agente russo in Svezia. Secondo le informazioni di Carlotta, Ulrica acquisì informazioni classificate da Mörner, e, a sua volta ha dato le informazioni a Saint Priest, che mandava a Platon Zubov, il favorito di Caterina la Grande. Ulrica non fu mai ufficialmente accusata di spionaggio, però.
Ulrica era nota per aver ospitato l'opposizione del monarca nel suo salotto. Nel mese di marzo 1812, Ulrica è stata di nuovo sospettata di far parte di un altro complotto politico. La spia del principe ereditario Carlo Giovanni, Mazer, ha riferito che era stato preparato un complotto assassinare il principe ereditario e suo figlio Oscar, la notte del 13-14 marzo. Mazer ricevette questa informazione da parte di Jan Lindbom, che era stato interrogato. L'intera faccenda è stata infine ritenuta fittizia o comunque non degna di una seria indagine, ma danneggiò la fiducia tra la regina e il principe ereditario.